# Orlando Gaona
Orlando Gabriel Gaona Lugo (Villa Hayes, 25 luglio 1990) è un calciatore paraguaiano, attaccante del Nacional.

## Carriera

### Club
Debutta da professionista con il Boca Juniors, nella stagione 2009-2010.

### Nazionale
Il debutto con la Nazionale paraguaiana arriva nel 2011.